# Blaise Compaoré
Blaise Compaoré (Ziniaré, 3 febbraio 1951) è un politico burkinabé, presidente e dittatore del Burkina Faso dal 15 ottobre 1987 al 31 ottobre 2014, giorno delle sue dimissioni.
Salì al potere con il colpo di Stato del 1987, in cui uccise il suo predecessore, il rivoluzionario e anticolonialista Thomas Sankara.
Ha promosso la costituzione del Congresso per la Democrazia e il Progresso, partito politico in cui sono confluiti dieci distinti movimenti.

## Biografia

### Inizi e uccisione di Thomas Sankara
Compaoré nacque a Ziniaré, vicino a Ouagadougou, la capitale del Burkina Faso, a quel tempo chiamato Alto Volta. Divenne capitano nell'esercito voltiano e fu Ministro della Giustizia durante la presidenza di Thomas Sankara. Compaoré conobbe Sankara nel 1976 in un centro di addestramento militare in Marocco, e da allora si pensa che Compaoré e Sankara fossero buoni amici. Compaoré ebbe un ruolo importante nel colpo di Stato ai danni di Saye Zerbo e Jean-Baptiste Ouedraogo. 
Dal 1985 è sposato con Chantal Compaoré (nata Chantal Terrasson), nipote del defunto presidente della Costa d'Avorio Félix Houphouët-Boigny. Divenne presidente del Burkina Faso il 15 ottobre 1987 in un sanguinoso colpo di Stato in cui egli stesso uccise il suo predecessore, e fino a quel momento amico, Thomas Sankara. Compaoré descrisse l'uccisione di Sankara come un "incidente", ed è questa la versione ancora ufficiale. Dopo aver assunto la presidenza, annullò molte delle riforme portate avanti da Sankara, giustificandosi affermando quanto la sua politica fosse una "rettifica" nella rivoluzione burkinabè.

### Governo del Burkina Faso
Poco dopo esser diventato Presidente fece eliminare due dei principali leader rivoluzionari, Henri Zongo e Jean-Baptiste Boukary Lingani, accusati di aver tramato contro il regime. La salita al potere di Compaoré diede al paese una stabilità politica che fino ad allora era mancata, a discapito dell'indipendenza economica (appena risollevata dal suo predecessore Thomas Sankara, il cui obiettivo era la cancellazione del debito internazionale, proposta annunciata anche durante il discorso di Sankara sul debito all'Organizzazione per l'Unità Africana del 29 luglio 1987). Il Presidente Compaoré e la Guardia Presidenziale sono stati coinvolti nella morte del giornalista Norbert Zongo ed hanno continuato ad intimidire i media in Burkina Faso, secondo l'ONG Reporter senza frontiere.
La responsabilità di Blaise Compaoré nell'assassinio dell'ex-Presidente è stato oggetto della prima causa contro il governo del Burkina Faso, iniziata da Mariam Sankara, vedova di Thomas Sankara. Nell'aprile 2006, il Comitato per i Diritti Umani delle Nazioni Unite ha emesso una condanna per il fallimento da parte del Burkina Faso nell'investigazione sulle circostanze della morte di Thomas Sankara (e per non aver processato i responsabili della morte di Sankara). Compaoré ha proposto una "Riconciliazione Nazionale" che non ha avuto l'appoggio dell'opposizione. 

### Elezioni presidenziali

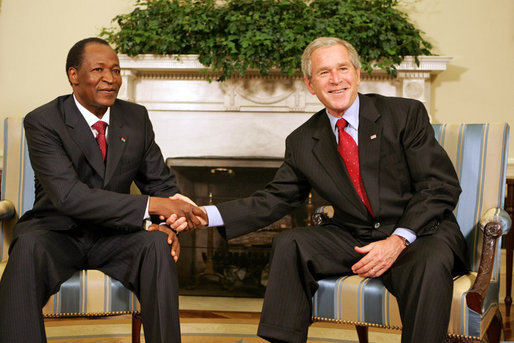
Incontro con George W. Bush, 16 luglio 2008

Compaoré fu eletto presidente in occasione delle elezioni presidenziali del 1991 e fu riconfermato alle elezioni presidenziali del 1998, del 2005 e del 2010. I politici dell'opposizione ritenevano che la candidatura del 2005 fosse incostituzionale, a causa di un emendamento del 2000 che limitava ad un massimo di due mandati presidenziali e ne riduceva la durata da sette a cinque anni, impedendo così a Compaoré di candidarsi per un terzo mandato. I sostenitori di Compaoré contestarono questa tesi, sostenendo che l'emendamento non potesse essere applicato retroattivamente.
Nonostante le obiezioni dell'opposizione, nell'ottobre 2005 la Corte Costituzionale stabilì che, dato che Compaoré era il Presidente in carica nel 2000, l'emendamento non sarebbe stato applicato prima della conclusione del secondo mandato, permettendogli così di presentare la candidatura per le elezioni del 2005. Il 13 novembre 2005 Compaoré fu rieletto presidente, battendo 12 avversari e conquistando l'80,35% dei voti. Successivamente è stato nuovamente eletto per un quarto mandato nel 2010.

### Proteste, dimissioni e fuga all'estero
Dopo 27 anni di governo, il 31 ottobre 2014 Compaoré si dimette dalla carica di Presidente dopo 4 giorni di proteste di massa per le strade della capitale, rifugiandosi in Costa d'Avorio. Al suo posto prende provvisoriamente il potere il colonnello Yacouba Isaac Zida, sostituito poi il 17 novembre dal diplomatico Michel Kafando.
Nell'aprile 2021, un tribunale militare del Burkina Faso ha incriminato in contumacia Compaoré, accusato dell'omicidio nel 1987 del suo predecessore Thomas Sankara. Il processo in contumacia con le accuse di attacco alla sicurezza dello Stato, occultamento di cadavere e complicità in omicidio è iniziato l'11 ottobre 2021. Nell'aprile 2022 Compaoré è stato dichiarato colpevole e condannato all'ergastolo.